# Collegio di St Neots and Mid Cambridgeshire
St Neots and Mid Cambridgeshire è un collegio elettorale inglese situato nel Bedfordshire, nell'Est dell'Inghilterra, e rappresentato alla Camera dei Comuni del Parlamento del Regno Unito. Elegge un membro del Parlamento con il sistema first-past-the-post, ossia maggioritario a turno unico; l'attuale parlamentare è Ian Sollom dei Liberal Democratici, eletto nel 2024.

## Estensione
Il collegio è costituito dai seguenti ward:
- nel distretto di Huntingdonshire: Fenstanton; Great Paxton; St Neots East; St Neots Eatons; St Neots Eynesbury e St Neots Priory Park and Little Paxton;
- nel distretto di South Cambridgeshire: Bar Hill; Caldecote; Cambourne; Caxton and Papworth; Girton; Histon and Impington; Longstanton; Over and Willingham e Swavesey.[1]

## Membri del Parlamento
| Elezione | Elezione | Deputato   | Partito |
| -------- | -------- | ---------- | ------- |
|          | 2024     | Ian Sollom | Lib Dem |

## Elezioni

### Elezioni negli anni 2020
| Partito                    | Partito                                    | Candidato                  | Risultati 4 luglio 2024 | Risultati 4 luglio 2024 |
| Partito                    | Partito                                    | Candidato                  | Voti                    | %                       |
| -------------------------- | ------------------------------------------ | -------------------------- | ----------------------- | ----------------------- |
|                            | Lib Dem                                    | Ian Sollom                 | 19 517                  | 36,91                   |
|                            | Conservatore                               | Anthony Browne             | 14 896                  | 28,17                   |
|                            | Laburista                                  | Marianna Masters           | 6 918                   | 13,08                   |
|                            | Reform UK                                  | Guy Lachlan                | 5 673                   | 10,73                   |
|                            | Indipendente                               | Stephen Ferguson           | 2 941                   | 5,56                    |
|                            | Verdi                                      | Kathryn Fisher             | 2 663                   | 5,04                    |
|                            | Party of Women                             | Bev White                  | 274                     | 0,52                    |
|                            |                                            |                            |                         |                         |
| Iscritti                   | Iscritti                                   | Iscritti                   | 78 115                  | 100,00                  |
| ↳ Votanti (% su iscritti)  | ↳ Votanti (% su iscritti)                  | ↳ Votanti (% su iscritti)  | 52 882                  | 67,70                   |
| ↳ Astenuti (% su iscritti) | ↳ Astenuti (% su iscritti)                 | ↳ Astenuti (% su iscritti) | 25 233                  | 32,30                   |
|                            |                                            |                            |                         |                         |
|                            | Esito: collegio a Lib Dem (nuovo collegio) |                            |                         |                         |